# Прилуцький район (Вінницька округа)
Прилу́цький райо́н — колишній район Вінницької округи.

## Історія
Утворений 7 березня 1923 року з центром у Прилуках з частин Мало-Чернятинської, Прилуцької, Вахнівської волостей Бердичівського повіту на Київщині і Калинівської волості Вінницького повіту в складі Вінницької округи Подільської губернії.
17 червня 1925 село Лопатин передане до складу Казатинського району Бердичівської округи на Київщині.
Розформований 21 березня 1929 року.